# بندیگو
بندیگو (انگلیسی: Bendigo) یک شهر در ایالت ویکتوریا، استرالیا است.
این شهر در سال ۱۸۵۱ میلادی بنیان‌گذاری شده و در سال ۲۰۱۳ دارای ۱۴۶٬۴۲۴ نفر جمعیت بوده است.

## نگارخانه

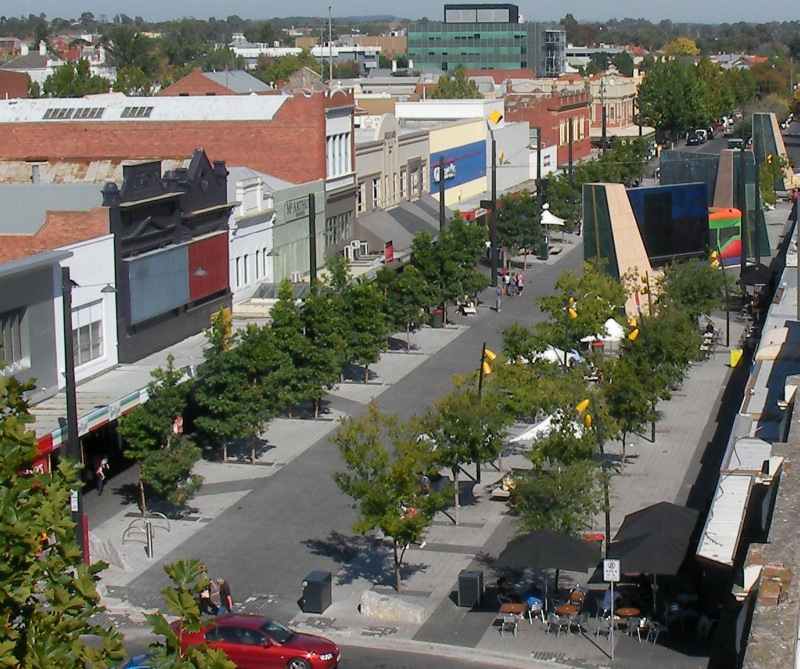
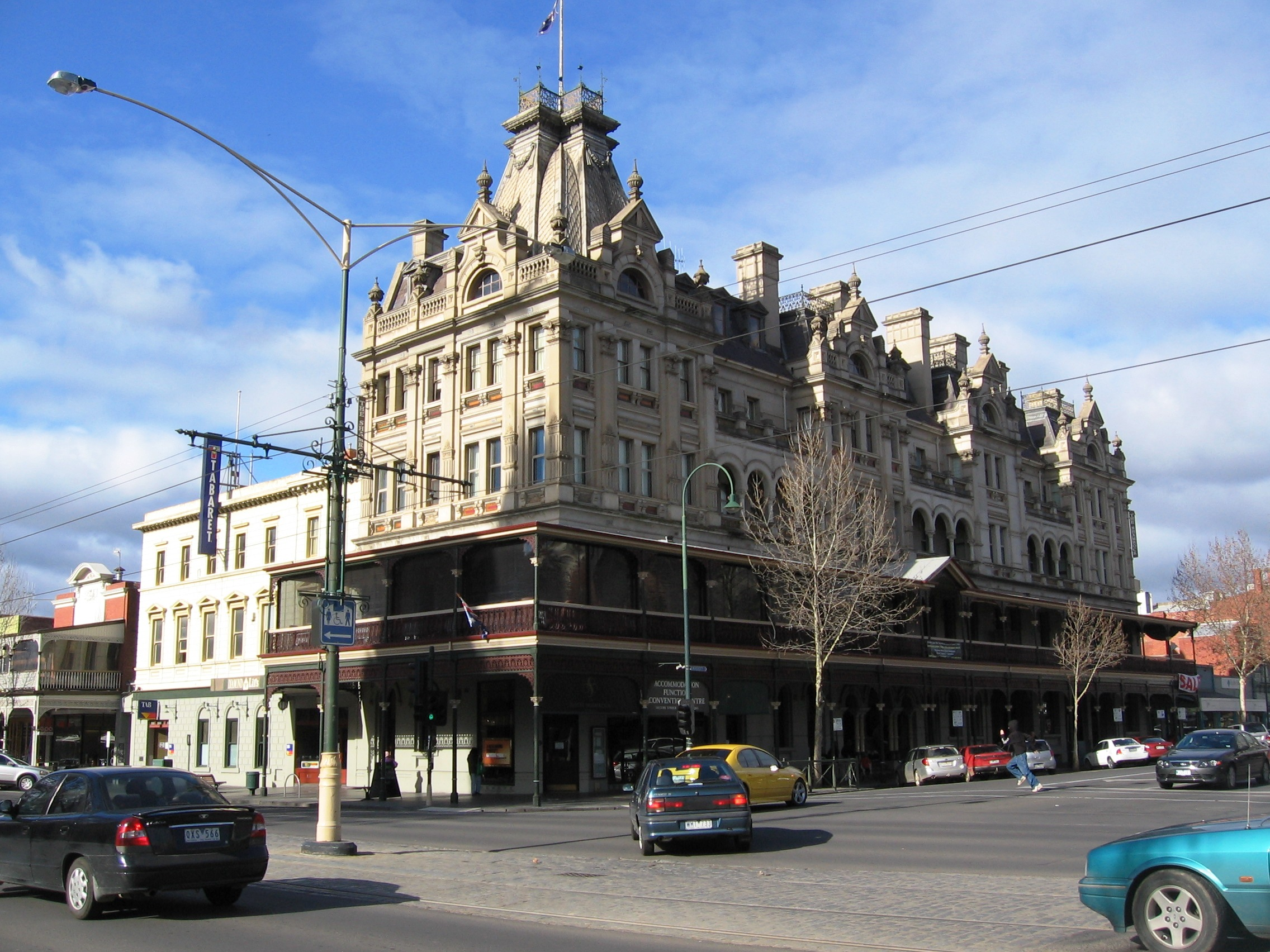
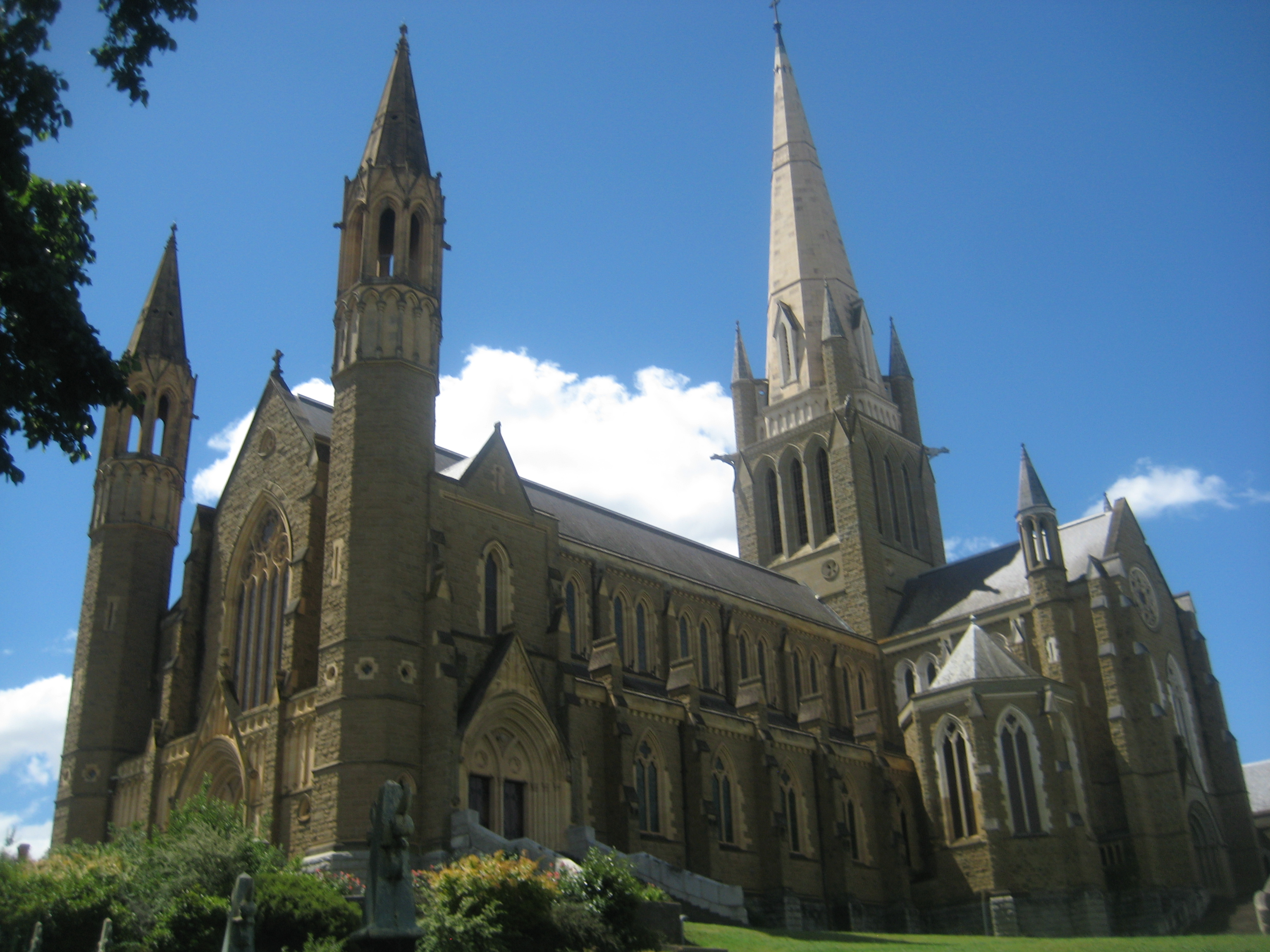
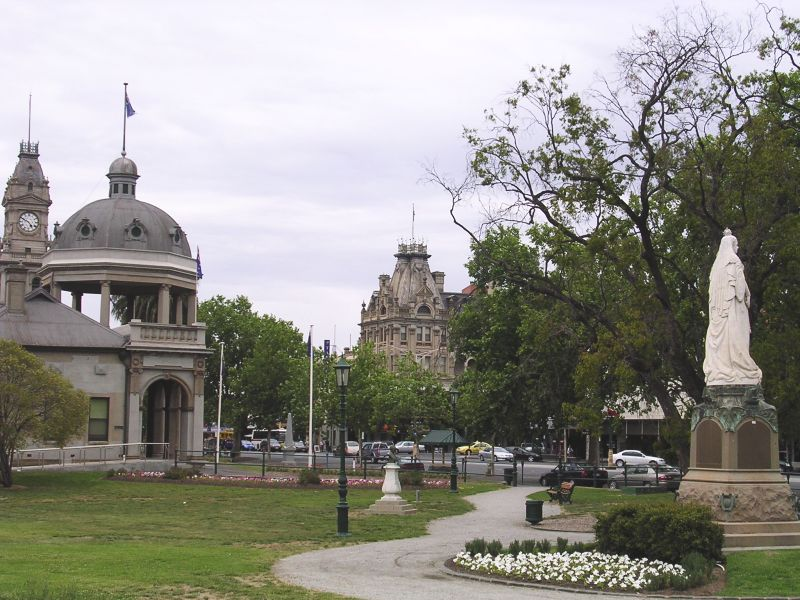
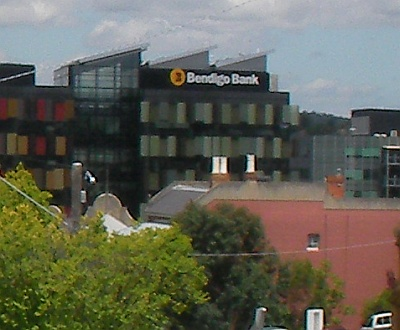
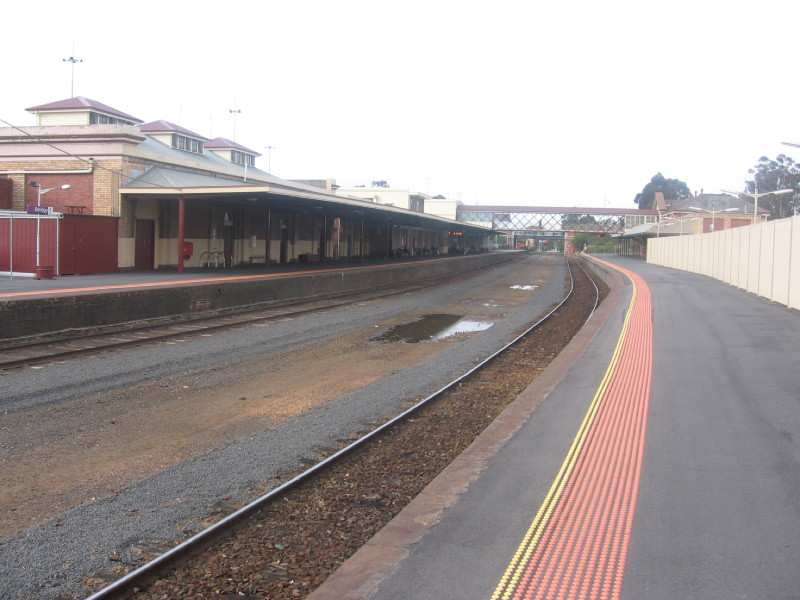
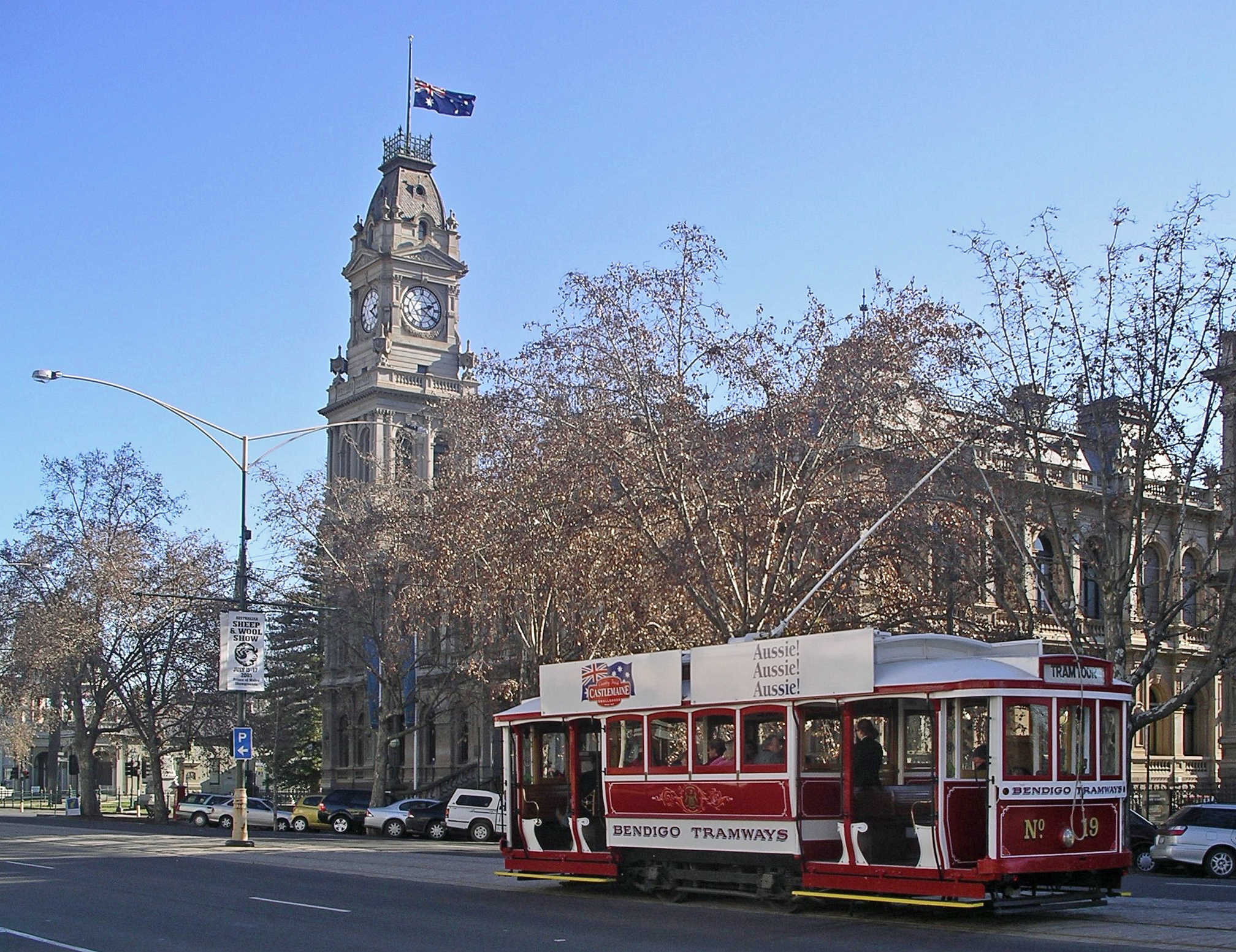